# Joaquín M. Fuster
Joaquín M. Fuster Carulla (Barcelona, 1930) es un neurocientífico español que ha contribuido a la comprensión de las estructuras neuronales relacionadas con la cognición y el comportamiento. Cuenta con numerosas publicaciones, especialmente sobre la memoria y la corteza prefrontal.

## Biografía
Hijo de Joaquín Fuster Pomar (psiquiatra) y hermano del cardiólogo Valentín Fuster.
Estudió medicina en la Universidad de Barcelona (1953) y se doctoró en la Universidad de Granada (1967). Desde 1962 hasta 1964 fue científico visitante en el Instituto Max Planck de Psiquiatría. Es profesor de Psiquiatría y Ciencias Bioconductuales en el Instituto Semel de Neurociencia y Conducta Humana de la UCLA, y miembro de la Academia estadounidense de Artes y Ciencias.

## Premios
Entre otros, recibió en 2006 el Premio Patricia Goldman-Rakic por logros en investigación cognitiva y en 2000 el Fyssen Foundation International Prize por excelencia en investigación. En 2010, pronunció la Segerfalk Lecture Award, impartida anualmente por un "científico internacionalmente destacado que ha hecho contribuciones importantes en el área de la neurociencia".